# Палкина, Софья Олеговна
Софья Олеговна Палкина (род. 9 июня 1998) — российская спортсменка, метательница молота, мастер спорта по лёгкой атлетике.

## Биография
Воспитанница тольяттинской СДЮСШОР № 3 «Лёгкая атлетика», куда пошла в третьем классе школы. Сначала занималась бегом, затем перешла на метание молота. Занимается у тренера-преподавателя Владимира Быкова.
В дальнейшем училась в Училище олимпийского резерва в Самаре.
В 2017 году намеревалась выступить на чемпионате Европы среди юниоров под нейтральным флагом, так как российская легкоатлетическая сборная находилась была отстранена IAAF от международных стартов после обвинений в нарушениях антидопинговых правил. Однако Софье, как и ещё пятерым российским легкоатлетам, было отказано в допуске на чемпионат без объяснения причин. В январе 2018 она в числе 18 других российских легкоатлетов была допущена к дальнейшим выступлениям в международных стартах в нейтральном статусе.

## Спортивные достижения
В 2013 году Софья победила на первенстве России и юношеских Евразийских играх, заняла второе место на гимназиаде.
В 2015 году завоевала золотые медали на чемпионате мира среди юношей и девушек, летней Спартакиаде России и первенстве России.
В 2016 году Софья вновь стала победительницей первенства России.
В 2017 году Палкина стала серебряным призёром кубка России и серебряным призёром чемпионата России в личном и командном соревнованиях. Также стала победительницей первенства России среди юниоров, первенства России среди молодёжи, и зимнего чемпионата и первенства России среди молодежи, юниоров, юношей и девушек по длинным метаниям. В ходе Всероссийских соревнований памяти заслуженного тренера России Вадима Евстратова Софья установила новый юниорский рекорд России — 69,32 м.
В феврале 2018 года победила на всероссийских соревнованиях по метаниям памяти А. Лунева в возрастной группе «юниоры до 23 лет», подтвердив звание мастера спорта.
На международных соревнованиях с 2018 года выступает в статусе нейтрального атлета. В марте 2018 года Софья приняла участие в Кубке Европы, где стала второй в своей возрастной группе. В 2019 году стала победительницей Кубка Европы в своей возрастной группе и чемпионата Европы среди молодёжи.

## Личные результаты

### Международные
| Год               | Соревнования                            | Место проведения   | Место  | Результат |
| Россия            | Россия                                  | Россия             | Россия | Россия    |
| ----------------- | --------------------------------------- | ------------------ | ------ | --------- |
| 2013              | Всемирная Гимназиада                    | Бразилиа, Бразилия | 2      |           |
| 2013              | Юношеские Евразийские игры              | Алматы, Казахстан  | 1      |           |
| 2015              | Чемпионат мира среди юношей             | Кали, Колумбия     | 1      | 67,82 м   |
| Нейтральный атлет |                                         |                    |        |           |
| 2018              | Кубок Европы по метаниям среди молодёжи | Лейрия, Португалия | 2      | 65,97 м   |
| 2019              | Кубок Европы по метаниям среди молодёжи | Шаморин, Словакия  | 1      | 69,18 м   |
| 2019              | Чемпионат Европы среди молодёжи         | Евле, Швеция       | 1      | 71,08 м   |

### Национальные
| Год  | Соревнования                                                                 | Место проведения | Место | Результат |
| ---- | ---------------------------------------------------------------------------- | ---------------- | ----- | --------- |
| 2012 | Всероссийские соревнования по метаниям памяти А. Лунева. Девушки             | Адлер            | 2     | 56,30 м   |
| 2013 | Всероссийские соревнования по метаниям памяти А. Лунева. Девушки             | Адлер            | 1     | 59,70 м   |
| 2014 | Зимний чемпионат и первенства России по длинным метаниям. Девушки            | Краснодар        | 1     | 65,20 м   |
| 2014 | Первенство России среди юниоров                                              | Чебоксары        | 1     | 59,89 м   |
| 2014 | Спартакиада молодёжи России                                                  | Саранск          | 2     | 58,19 м   |
| 2016 | Всероссийские соревнования по метаниям памяти А. Лунева. Юниоры до 20 лет    | Адлер            | 1     | 64,32 м   |
| 2016 | Зимний чемпионат и первенство России по длинным метаниям. Юниоры до 20 лет   | Адлер            | 1     | 64,20 м   |
| 2016 | Всероссийские соревнования по метаниям на призы А. А. Низамутдинова. Юниорки | Адлер            | 1     | 65,04 м   |
| 2016 | Командный чемпионат России по лёгкой атлетике                                | Сочи             | 6     | 63,64 м   |
| 2016 | Всероссийские соревнования среди УОР, ЦСП (СДЮШОР) и ДЮСШ                    | Чебоксары        | 1     | 65,96 м   |
| 2016 | Чемпионат России                                                             | Чебоксары        | 5     | 63,97 м   |
| 2016 | Первенство России среди молодёжи                                             | Саранск          | 2     | 63,54 м   |
| 2016 | Кубок России                                                                 | Жуковский        | 4     | 63,44 м   |
| 2017 | Всероссийские соревнования по метаниям памяти А. Лунева, Юниоры до 20 лет    | Адлер            | 1     | 68,56 м   |
| 2017 | Зимний чемпионат и первенство России по длинным метаниям, Юниоры до 20 лет   | Адлер            | 1     | 68,82 м   |
| 2017 | Всероссийские соревнования по метаниям на призы А. А. Низамутдинова          | Адлер            | 1     | 67,50 м   |
| 2017 | Всероссийские соревнования по метаниям «Богатырь»                            | Адлер            | 2     | 65,55 м   |
| 2017 | Командный чемпионат России                                                   | Сочи             | 2     | 67,91 м   |
| 2017 | Первенство России среди молодежи                                             | Саранск          | 1     | 67,93 м   |
| 2017 | Мемориал Знаменских                                                          | Жуковский        | 2     | 68,74 м   |
| 2017 | Кубок России                                                                 | Ерино            | 2     | 68,90 м   |
| 2017 | Чемпионат России                                                             | Жуковский        | 2     | 68,42 м   |
| 2018 | Всероссийские соревнования по метаниям памяти А. Лунева, Юниоры до 23 лет    | Адлер            | 1     | 67,79 м   |